# Floyd Patterson

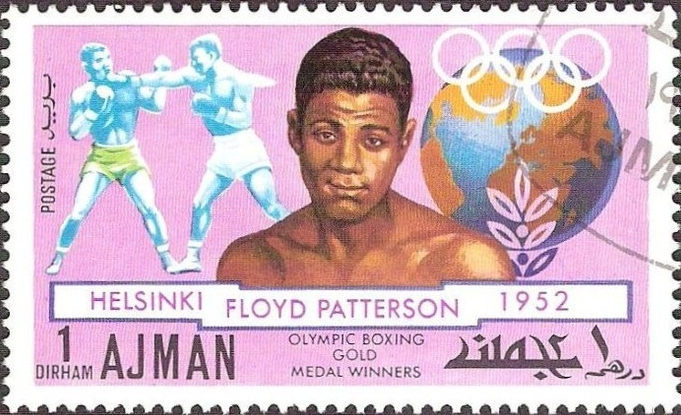
Znaczek upamiętniający zdobycie złotego medalu olimpijskiego przez Floyda Pattersona

Floyd Patterson (ur. 4 stycznia 1935 w Waco, zm. 11 maja 2006 w New Paltz k. Nowego Jorku) – amerykański bokser wagi ciężkiej.
Zdobył złoty medal w wadze średniej podczas Igrzysk Olimpijskich w Helsinkach, później uzyskał wielką sławę jako bokser zawodowy. 30 listopada 1956, zdobył mistrzostwo świata wagi ciężkiej, będąc najmłodszą osobą (21 lat i 10 miesięcy), której udała się ta sztuka. Pokonał wówczas Archiego Moore’a w walce o wakujący tytuł po zakończeniu kariery przez legendarnego Rocky’ego Marciano (mistrz świata od 23 września 1952 do 30 listopada 1956). Rekord Pattersona został pobity. Rekord pobił Mike Tyson, który w 1986 roku uzyskał linearny pas mistrzowski tej kategorii wagowej (w wieku 20 lat, 4 miesięcy i 22 dni).
Czterokrotnie skutecznie bronił tytułu i dzierżył go do czerwca 1959, kiedy pokonał go Ingemar Johansson, jednak rok później (6/60) odzyskał mistrzostwo, co wtedy w tej kategorii wagowej zdarzyło się pierwszy raz. Trzecia walka tych pięściarzy zakończyła się ponownym zwycięstwem Pattersona. Po jeszcze jednej udanej obronie tytułu Patterson utracił go w walce z Sonnym Listonem, którą przegrał przez nokaut w 1 rundzie w 1962. Takim samym wynikiem zakończyła się walka rewanżowa w 1963 roku.
Patterson dwukrotnie jeszcze próbował odzyskać tytuł, ale pokonali go Muhammad Ali w 1965 i Jimmy Ellis w 1968. Karierę zakończył w 1972 roku, po kolejnej przegranej z Muhammadem Alim, z dorobkiem 55 zwycięstw, 1 remisu i 8 porażek. Oprócz Listona (2 ×), Alego (2 ×), Johanssona i Ellisa pokonali Pattersona także Joey Maxim (na początku kariery Floyda w 1954 r.) oraz Jerry Quarry.
Patterson był znany z walki fair. Był znakomitym technikiem, chociaż aż 40 walk rozstrzygnął przed czasem, co dowodzi bardzo mocnego ciosu. Wśród wybitnych pięściarzy pokonanych przez Pattersona znaleźli się Archie Moore, Pete Rademacher, Brian London, Ingemar Johansson, Eddie Machen, George Chuvalo, Henry Cooper i Oscar Bonavena.
Patterson był również znany jako the gentleman of boxing. Jego zachowanie poza ringiem było piękne i legendarne. Po odejściu z boksu pomagał bezdomnym i dzieciom, starał się je uchronić od rozpusty i innych negatywnych rzeczy, ucząc ich poprawnego życia.
Cierpiał na encefalopatię bokserską.
Patterson został wybrany do Bokserskiego Salonu Sławy w 1976 roku, a w 1991 został wprowadzony do Międzynarodowej Galerii Sław Boksu.